# Saulteaux 159
Saulteaux 159 är ett reservat i Kanada.   Det ligger i provinsen Saskatchewan, i den centrala delen av landet, 2 500 km väster om huvudstaden Ottawa.
Omgivningarna runt Saulteaux 159 är en mosaik av jordbruksmark och naturlig växtlighet. Trakten runt Saulteaux 159 är nära nog obefolkad, med mindre än två invånare per kvadratkilometer.